# Buchtienia
Buchtienia là một chi thực vật có hoa trong họ, Orchidaceae.